# Idaea renataria
Idaea renataria är en fjärilsart som beskrevs av Charles Oberthür 1878. Idaea renataria ingår i släktet Idaea och familjen mätare. Inga underarter finns listade i Catalogue of Life.